# همولوگ‌شدن سیفرت–گیلبرت
همولوگ‌شدن یا همولوگاسیون سیفرت–گیلبرت(به انگلیسی: Seyferth–Gilbert homologation) یک واکنش شیمیایی بین یک آریل کتون 1 (یا آلدهید) با دی‌متیل‌(دی‌آزومتیل)‌فسفونات 2 و پتاسیم ترت-بوتواکسید برای ایجاد آلکین‌های استخلافی 3 است. دی‌متیل‌(دی‌آزومتیل)‌فسفونات 2 اغلب واکنشگر سیفرت–گیلبرت نامیده می شود.
به این واکنش‌ها همولوگ‌شدن یا همولوگاسیون گفته می شود زیرا محصول دقیقاً یک کربن بیشتر از ماده اولیه دارد.

## سازوکار واکنش
پروتون‌زدایی واکنشگر سیفرت–گیلبرت A یک آنیون B ایجاد می کند که با کتون واکنش می دهد و اگزافسفتان D را تشکیل می دهد. حذف دی‌متیل‌فسفات E وینیل دی‌آزو میانی Fa و Fb را می دهد. تولید گاز نیتروژن یک وینیل کاربن G می دهد که از طریق مهاجرت-۲٬۱ آلکین H مورد نظر را تشکیل می دهد.

## همچنین ببینید
- واکنش کوری–فوکس
- واکنش هورنر–وادزورث–امونز
- واکنش ویتیگ